# Embelia frondosa
Embelia frondosa là một loài thực vật có hoa trong họ Anh thảo. Loài này được (King ex Gamble) D.G.Long mô tả khoa học đầu tiên năm 1999.